# 韓厥田
韓厥田（？—？），山东淄川人，清朝政治人物。
嘉慶六年，登進士。嘉庆十六年（1811年）至嘉庆二十一年（1816年），擔任利川知县。